# Троїцьке (Миколаївський район)
Тро́їцьке — село в Україні, у Новоодеській міській громаді Миколаївського району Миколаївської області. Населення становить 1518 осіб.

## Історія
Перші відомості про село належать до 1781 року.

## Населення
Згідно з переписом УРСР 1989 року чисельність наявного населення села становила 1843 особи, з яких 860 чоловіків та 983 жінки.
За переписом населення України 2001 року в селі мешкали 1484 особи.

### Мова
Розподіл населення за рідною мовою за даними перепису 2001 року:
| Мова       | Відсоток |
| ---------- | -------- |
| українська | 94,86 %  |
| російська  | 4,22 %   |
| молдовська | 0,13 %   |
| вірменська | 0,07 %   |
| польська   | 0,07 %   |
| циганська  | 0,07 %   |
| інші       | 0,58 %   |